# 全州扈氏
全州扈氏（チョンジュホし、전주호씨）は、朝鮮の氏族の一つ。本貫は全羅北道全州市である。2015年の調査では118人である。
始祖の扈俊は、壬辰倭乱の時に明軍の李如松将軍の傘下の副将軍として参戦し、数々の戦功を挙げた後、朝鮮に帰化した。